# Styv kalkmossa
Styv kalkmossa (Tortella rigens) är en bladmossart som beskrevs av Albertson 1946. Styv kalkmossa ingår i släktet kalkmossor, och familjen Pottiaceae. Arten är reproducerande i Sverige. Inga underarter finns listade i Catalogue of Life.
En lokal för styv kalkmossa i Sverige är naturreservatet Hässle backe nära Herrvik på Östergarnslandet på Gotland. 